# Leichtathletik-Europameisterschaften 1969/4 × 100 m der Männer

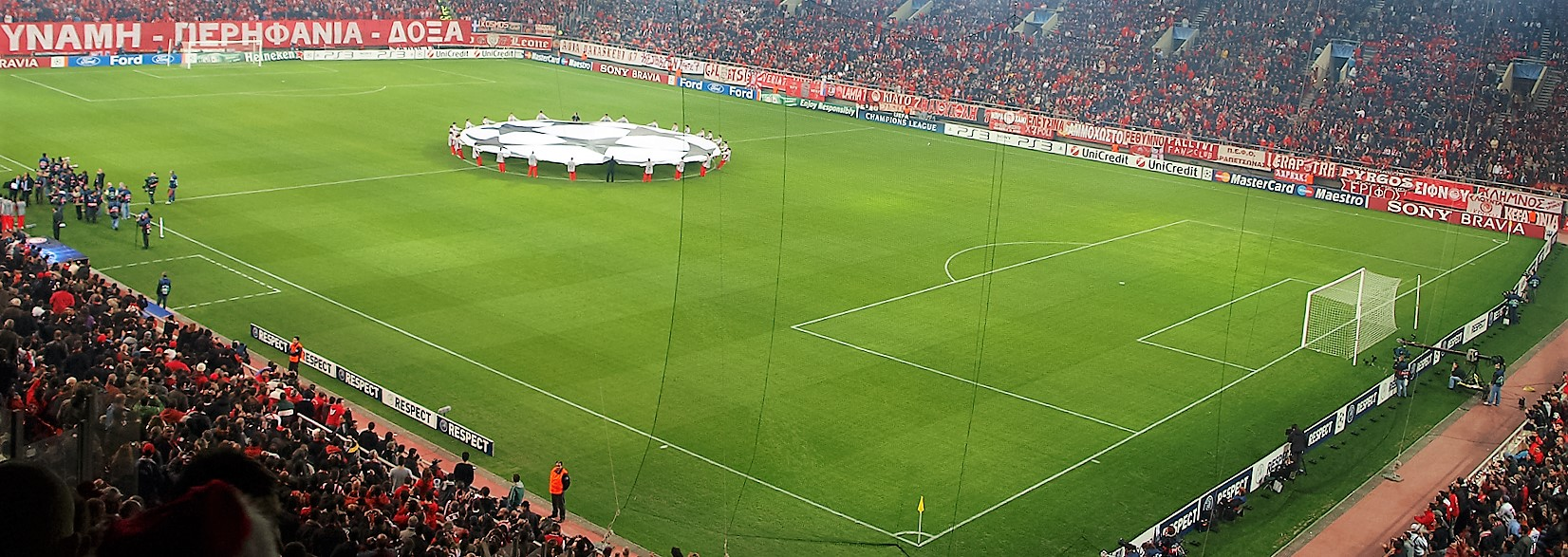
Das Karaiskakis-Stadion im Jahr 2009

Europameister wurde Frankreich in der Besetzung Alain Sarteur, Patrick Bourbeillon, Gérard Fenouil und François Saint-Gilles.
Den zweiten Platz belegte die Sowjetunion mit Alexander Lebedew, Wladislaw Sapeja, Nikolai Iwanow und Walerij Borsow.
Bronze ging an die Tschechoslowakei mit Ladislav Kříž, Dionys Szögedi, Jiří Kynos und Luděk Bohman.

## Rekorde

### Bestehende Rekorde
| Weltrekord   | 38,2 s | USA (Charles Greene, Mel Pender, Ronnie Ray Smith, Jim Hines)                 | OS Mexiko-Stadt, Mexiko | 20. Oktober 1968  |
| Europarekord | 38,4 s | Frankreich (Gérard Fenouil, Jocelyn Delecour, Claude Piquemal, Roger Bambuck) | OS Mexiko-Stadt, Mexiko | 20. Oktober 1968  |
| EM-Rekord    | 39,4 s | Frankreich (Marc Berger, Jocelyn Delecour, Claude Piquemal, Roger Bambuck)    | EM Budapest, Ungarn     | 4. September 1969 |

### Rekordverbesserungen
Die französische Europameisterstaffel verbesserte den bestehenden Meisterschaftsrekord bei diesen Europameisterschaften in der Besetzung Alain Sarteur, Patrick Bourbeillon, Gérard Fenouil und François Saint-Gilles zweimal:
- 39,3 s – 1. Vorlauf, 19. September
- 38,8 s – Finale, 20. September

## Vorrunde
19. September 1969, 20.00 Uhr
Die Vorrunde wurde in zwei Läufen durchgeführt. Die ersten vier Staffeln pro Lauf – hellblau unterlegt – qualifizierten sich für das Finale.

### Vorlauf 1
| Platz | Nation           | Besetzung                                                                      | Zeit (s) |
| ----- | ---------------- | ------------------------------------------------------------------------------ | -------- |
| 1     | Frankreich       | Alain Sarteur Patrick Bourbeillon Gérard Fenouil François Saint-Gilles         | 39,3 CR  |
| 2     | Tschechoslowakei | Ladislav Kříž Dionys Szögedi Jiří Kynos Luděk Bohman                           | 39,6     |
| 3     | Polen            | Stanisław Wagner Edward Romanowski Zenon Nowosz Tadeusz Cuch                   | 39,6     |
| 4     | Italien          | Giorgio Rietti Ennio Preatino Angelo Squazzero Francesco Zandano               | 39,8     |
| 5     | Griechenland     | Vasilis Papageorgopoulos Georgios Mikelidis Antonios Mitrakis Nikolaos Argiris | 40,5     |

### Vorlauf 2
| Platz | Nation         | Besetzung                                                          | Zeit (s) |
| ----- | -------------- | ------------------------------------------------------------------ | -------- |
| 1     | DDR            | Günter Gollos Peter Haase Hermann Burde Hans-Jürgen Bombach        | 39,6     |
| 2     | Jugoslawien    | Miro Kocuvan Gabor Lendjel Ivan Karasi Predrag Krizan              | 40,0     |
| 3     | BR Deutschland | Manfred Knickenberg Günther Nickel Gerhard Wucherer Volker Stöckel | 40,0     |
| 4     | Sowjetunion    | Alexander Lebedew Wladislaw Sapeja Nikolai Iwanow Walerij Borsow   | 40,1     |
| 5     | Großbritannien | Ian Green Ronald Jones Dave Dear Don Halliday                      | 40,2     |

## Finale
20. September 1969, 20.00 Uhr
| Platz | Nation           | Besetzung                                                              | Offizielle Zeit (s) handgestoppt | Inoffizielle Zeit (s) elektronisch |
| 1     | Frankreich       | Alain Sarteur Patrick Bourbeillon Gérard Fenouil François Saint-Gilles | 38,8 CR                          | 38,89                              |
| 2     | Sowjetunion      | Alexander Lebedew Wladislaw Sapeja Nikolai Iwanow Walerij Borsow       | 39,3000                          | 39,40                              |
| 3     | Tschechoslowakei | Ladislav Kříž Dionys Szögedi Jiří Kynos Luděk Bohman                   | 39,5000                          | 39,52                              |
| 4     | Polen            | Stanisław Wagner Edward Romanowski Zenon Nowosz Tadeusz Cuch           | 39,5000                          | 39,55                              |
| 5     | DDR              | Günter Gollos Peter Haase Hermann Burde Hans-Jürgen Bombach            | 39,6000                          | 39,67                              |
| 6     | BR Deutschland   | Manfred Knickenberg Gerhard Wucherer Volker Stöckel Günther Nickel     | 39,6000                          | 39,68                              |
| 7     | Jugoslawien      | Miro Kocuvan Gabor Lendjel Ivan Karasi Predrag Krizan                  | 39,7000                          | 39,72                              |
| 8     | Italien          | Giorgio Rietti Ennio Preatino Angelo Squazzero Francesco Zandano       | 39,8000                          | 39,85                              |

## Video
- ATLETICA EUROPEI ATENE 1969 4X100 UOMINI, youtube.com, abgerufen am 22. Juli 2022